# Good cop/bad cop
De good cop/bad cop-methode (Engels voor goede agent/slechte agent) is een verhoormethode die door twee ondervragers wordt uitgevoerd, waarbij de ene zich dreigend of agressief opstelt (de "bad cop"), terwijl de andere ondervrager zich voordoet als meelevend en begrijpend (de "good cop"). In principe kan de ondervraagde een verdachte of een getuige zijn.

## Opzet
De beide ondervragers wisselen elkaar af. De ene ondervrager scheldt en tiert, weigert de verzoeken van de ondervraagde en gebruikt eventueel zelfs geweld. De andere is vriendelijk, toont begrip, biedt de ondervraagde iets te drinken aan en verontschuldigt zich zelfs voor het gedrag van zijn collega.  
Terwijl de ene ondervrager slechts dreigt met ellende voor het geval de ondervraagde niet meewerkt, komt de ander met beloften voor het geval de ondervraagde wel meewerkt. Het is de bedoeling dat de ondervraagde hierdoor bescherming gaat zoeken bij de 'good cop' en deze in vertrouwen neemt en vertelt wat men wil weten. 
Deze niet onomstreden gesprekstechniek wordt ook wel buiten politiekringen toegepast, bijvoorbeeld om iemand bij onderhandelingen te overtuigen van het standpunt van zijn ondervragers of anderszins over een bepaald onderwerp van mening te doen veranderen.